# Phryxe prima
Phryxe prima är en tvåvingeart som först beskrevs av Brauer och Julius Edler von Bergenstamm 1889.  Phryxe prima ingår i släktet Phryxe och familjen parasitflugor. Inga underarter finns listade i Catalogue of Life.